# Sunisa Lee
Sunisa „Suni” Lee (ur. 9 marca 2003 w Saint Paul) – amerykańska gimnastyczka sportowa. Mistrzyni, wicemistrzyni i brązowa medalistka olimpijska z Tokio (2020) i Paryża (2024), mistrzyni świata (2019) oraz medalistka zawodów krajowych i międzynarodowych.

## Osiągnięcia
| Rok                   | Zawody                | Konkurencja           | Konkurencja           | Konkurencja           | Konkurencja           | Konkurencja           | Konkurencja           |
| Rok                   | Zawody                | VT                    | UB                    | BB                    | FX                    | AA                    | Team                  |
| Zawody międzynarodowe | Zawody międzynarodowe | Zawody międzynarodowe | Zawody międzynarodowe | Zawody międzynarodowe | Zawody międzynarodowe | Zawody międzynarodowe | Zawody międzynarodowe |
| --------------------- | --------------------- | --------------------- | --------------------- | --------------------- | --------------------- | --------------------- | --------------------- |
| 2020                  | Igrzyska olimpijskie  |                       | 3                     | 5                     | 18T QR                | 1                     | 2                     |